# Blepisanis cincticollis
Blepisanis cincticollis là một loài bọ cánh cứng trong họ Cerambycidae.